# Bermudai dollár
A bermudai dollár Bermuda, az Egyesült Királyság tengerentúli területének hivatalos pénzneme. 1970. február 6-án váltotta fel a brit font sterlinggel egyenértékű bermudai fontot. 1972. július 13-a óta egyenértékű az amerikai dollárral, árfolyama 1:1 arányban ahhoz kötött.
2010-ben az IBNS szerint a 2009-ben kibocsátott 2 dolláros bankjegy lett az év bankjegye.

## Érmék
| Névérték | Műszaki paraméterek | Műszaki paraméterek | Műszaki paraméterek  | Leírás | Leírás                     | Leírás                  | Dátumok    | Dátumok    | Dátumok         | Dátumok            |
| Névérték | Átmérő              | Tömeg               | Összetétel           | Perem  | Előlap                     | Hátlap                  | Első veret | Kibocsátás | Visszavonás     | Elévülés           |
| -------- | ------------------- | ------------------- | -------------------- | ------ | -------------------------- | ----------------------- | ---------- | ---------- | --------------- | ------------------ |
| 1 cent   | 19 mm               | 3,11 g              | bronz                | sima   | II. Erzsébet brit királynő | vaddisznó               | 1970       | 1970       | forgalomban     | forgalomban        |
| 1 cent   | 19 mm               | 2,5 g               | rézzel borított cink | sima   | II. Erzsébet brit királynő | vaddisznó               | 1970       | 1970       | forgalomban     | forgalomban        |
| 5 cent   | 21,2 mm             | 5 g                 | kuprónikkel          | sima   | II. Erzsébet brit királynő | Pomacanthidae           | 1970       | 1970       | forgalomban     | forgalomban        |
| 10 cent  | 17,9 mm             | 2,45 g              | kuprónikkel          | recés  | II. Erzsébet brit királynő | Lilium longiflorum      | 1970       | 1970       | forgalomban     | forgalomban        |
| 25 cent  | 25 mm               | 5,92 g              | kuprónikkel          | recés  | II. Erzsébet brit királynő | Fehérfarkú trópusimadár | 1970       | 1970       | forgalomban     | forgalomban        |
| 50 cent  | 30,5 mm             | 12,6 g              | kuprónikkel          | recés  | II. Erzsébet brit királynő | Bermuda címere          | 1970       | 1970       | 1990. május 1.  | 2000. április 30.  |
| 1 dollár | 22,5 mm             | 9,5 g               | recézett             | nikkel | II. Erzsébet brit királynő | Bermuda térképe         | 1983       | 1983       | forgalomban     | forgalomban        |
| 1 dollár | 26 mm               | 7,56 g              | recézett             | nikkel | II. Erzsébet brit királynő | Dinghy csónak           | 1988       | 1988       | forgalomban     | forgalomban        |
| 5 dollár | 25,5 mm             |                     | recézett             | nikkel | II. Erzsébet brit királynő | Bermuda térképe         | 1983       | 1983       | 1990. január 1. | 1999. december 31. |

## Bankjegyek
1970-ben 1, 5, 10, 20 és 50 dolláros címleteket bocsátott ki a Bermuda Government, 1974-ben a kormányzóságtól a Bermuda Monetary Authority (BMA) vette át ezt a feladatot. A 100 dolláros 1982-ben jelent meg, az 1 dollárost 1988-ban érmére cserélték, helyette 2 dolláros bankót vezettek be. A papírpénzeken 1988-ig II. Erzsébet eredetileg 1960-ból származó, Anthony Buckley fényképezte, ún. Kokoshnik Tiarát viselő portréja szerepelt. Ezt 1988 és 2000 között a királynő 1977-es, Peter Grugeon fényképezte "ezüstjubileumi" képmása váltotta. 2000 és 2009 között a Terry O'Neil féle, Alan Dow metszette portrét használták. Az új, 2009-es, hibrid, kombinált papír-műanyag alapanyagú, optikai biztonsági szálas szériára Arnold Machin 1966-os legendás, bélyegformátumú II. Erzsébet portréja került. Több emlékbankjegy is létezik, ezek a forgalmi címletek kissé módosított változatai. 1992-ben Kolumbusz útjának négyszázadik évfordulójára 50 dollárost, 1994-ben a BMA megalakulásának huszonötödik évfordulójára emlék százast, 1997-ben a Burnaby House, a BMA székházának megnyitása apropóján 20-ast, 2003-ban II. Erzsébet koronázási aranyjubileumának alkalmából pedig aranyszínű Szent Edward korona-hologramos emlék 50 dollárost hoztak forgalomba.   2013. január 2-án a BMA egy új, részben áttervezett 50 dollárost bocsátott ki, mivel kiderült, hogy a 2009-es kiadás a trópusimadár egy Bermudán nem is honos alfaját ábrázolta (vöröscsőrű trópusimadár), ezért kellett a megfelelő, az előzőtől mintázatában igen jelentősen eltérő, honos alfaj képét elhelyezni a 2013-as kiadáson.

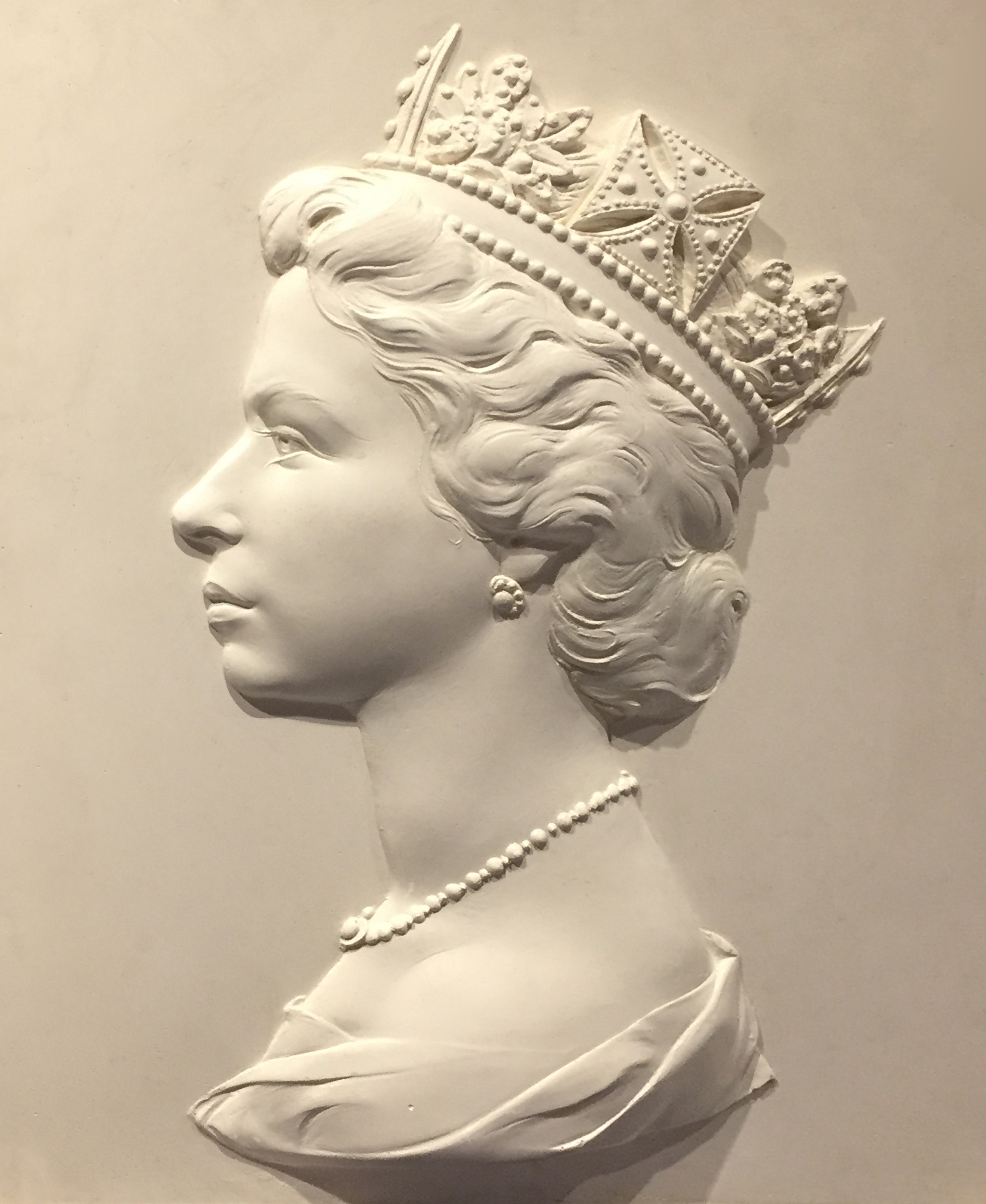
2009-től II. Erzsébet királynő Arnold Machin alkotta híres bélyegportréja szerepel a bermudai dollár bankjegyeken.

### 2009-es sorozat
| Névérték   | Méret       | Szín      | Leírás                                                                    | Leírás                                          | Dátumok         | Dátumok          | Dátumok     |
| Névérték   | Méret       | Szín      | Előoldal                                                                  | Hátoldal                                        | nyomtatás       | kibocsátás       | visszavonás |
| ---------- | ----------- | --------- | ------------------------------------------------------------------------- | ----------------------------------------------- | --------------- | ---------------- | ----------- |
| 2 dollár   | 140 x 68 mm | türkíz    | vörösbegyű kékmadár (Sialia sialis), II. Erzsébet brit királynő           | Royal Naval Dockyard, Bermuda                   | 2009. január 1. | 2009. március 9. | forgalomban |
| 5 dollár   | 140 x 68 mm | rózsaszín | atlanti kék marlin (Makaira nigricans), II. Erzsébet brit királynő        | Horseshoe-öböl, Somerset híd                    | 2009. január 1. | 2009. március 9. | forgalomban |
| 10 dollár  | 140 x 68 mm | ibolya    | bermudai angyalhal (Holacanthus bermudensis), II. Erzsébet brit királynő  | Deliverance                                     | 2009. január 1. | 2009. március 9. | forgalomban |
| 20 dollár  | 140 x 68 mm | zöld      | béka, II. Erzsébet brit királynő                                          | Gibbs Hill-i világítótorony, Szent Márk-templom | 2009. január 1. | 2009. március 9. | forgalomban |
| 50 dollár  | 140 x 68 mm | sárga     | fehérfarkú trópusimadár (Phaethon lepturus), II. Erzsébet brit királynő   | Szent Péter-templom                             | 2009. január 1. | 2009. március 9. | forgalomban |
| 100 dollár | 140 x 68 mm | vörös     | vörös kardinálispinty (Cardinalis cardinalis), II. Erzsébet brit királynő | a Népgyűlés háza                                | 2009. január 1. | 2009. március 9. | forgalomban |